# Positivisten-Kalender
Der Positivisten-Kalender (auch Comte-Kalender genannt) ist ein Solarkalender, der von Auguste Comte im Jahr 1849 zur Reform des Gregorianischen Kalenders vorgeschlagen wurde. Er erreichte jedoch, wie auch andere Entwürfe von Comte, niemals weitere Verbreitung. Der Kalender wurde später von Moses Cotsworth in den sehr ähnlichen Internationalen Ewigen Kalender umgearbeitet.

## Das System des Positivisten-Kalenders
Der Kalender hat 13 Monate zu je 28 Tagen plus einen Festtag zu Ehren der Toten zum Jahresende (13×28+1=365). Dieser Extratag wird weder einem Monat noch einem Wochentag zugeordnet. Auf diese Weise können Woche und Monat synchronisiert werden, das heißt, jeder Monat beginnt grundsätzlich mit einem Montag. Die Idee, den Wochenzyklus mit einem Extratag zu unterbrechen, übernahm Comte von Marco Mastrofini, der 1834 ein Kalenderprojekt veröffentlicht hatte, das heute als Weltkalender bekannt ist.
| Mo | Di | Mi | Do | Fr | Sa | So |
| -- | -- | -- | -- | -- | -- | -- |
| 1  | 2  | 3  | 4  | 5  | 6  | 7  |
| 8  | 9  | 10 | 11 | 12 | 13 | 14 |
| 15 | 16 | 17 | 18 | 19 | 20 | 21 |
| 22 | 23 | 24 | 25 | 26 | 27 | 28 |

Neben dem Gemeinjahr mit 365 Tagen sieht der Kalender ein Schaltjahr mit einem zusätzlichen Extratag am Jahresende vor, der dem Andenken an weibliche Heilige gewidmet sein soll. Die Jahresanfänge und die Schaltregel stimmen mit jenen des Gregorianischen Kalenders überein. Allerdings sollte die christliche Jahreszählung durch eine positivistische ersetzt werden: Als Jahr 1 (Epoche) sollte das christliche Jahr 1789 gelten, in dem die Französische Revolution ihren Anfang nahm.
Die Monate des Positivisten-Kalenders wurden nach berühmten Persönlichkeiten benannt und gehen jährlich die Weltgeschichte unter fortlaufenden Themensetzungen durch – eine Weltgeschichte, die zur Verwissenschaftlichung führt:
|        | Name (frz.) | Namenspatron        | Gregorianischer Kalender | Gregorianischer Kalender |
| Anfang | Name (frz.) | Namenspatron        | Ende                     |                          |
| ------ | ----------- | ------------------- | ------------------------ | ------------------------ |
| 1      | Moise       | Moses               | 1. Januar                | 28. Januar               |
| 2      | Homère      | Homer               | 29. Januar               | 25. Februar              |
| 3      | Aristote    | Aristoteles         | 26. Februar              | 25. März                 |
| 4      | Archimedes  | Archimedes          | 26. März                 | 22. April                |
| 5      | César       | Julius Caesar       | 23. April                | 19. Mai                  |
| 6      | Saint-Paul  | Apostel Paulus      | 20. Mai                  | 17. Juni                 |
| 7      | Charlemagne | Karl der Große      | 18. Juni                 | 15. Juli                 |
| 8      | Dante       | Dante Alighieri     | 16. Juli                 | 12. August               |
| 9      | Guttemberg  | Johannes Gutenberg  | 13. August               | 9. September             |
| 10     | Shakespeare | William Shakespeare | 10. September            | 7. Oktober               |
| 11     | Descartes   | René Descartes      | 8. Oktober               | 4. November              |
| 12     | Frédéric    | Friedrich der Große | 5. November              | 2. Dezember              |
| 13     | Bichat      | M. F. X. Bichat     | 3. Dezember              | 30. Dezember             |
|        | Jour blanc  | Totengedenktag      | 31. Dezember             |                          |

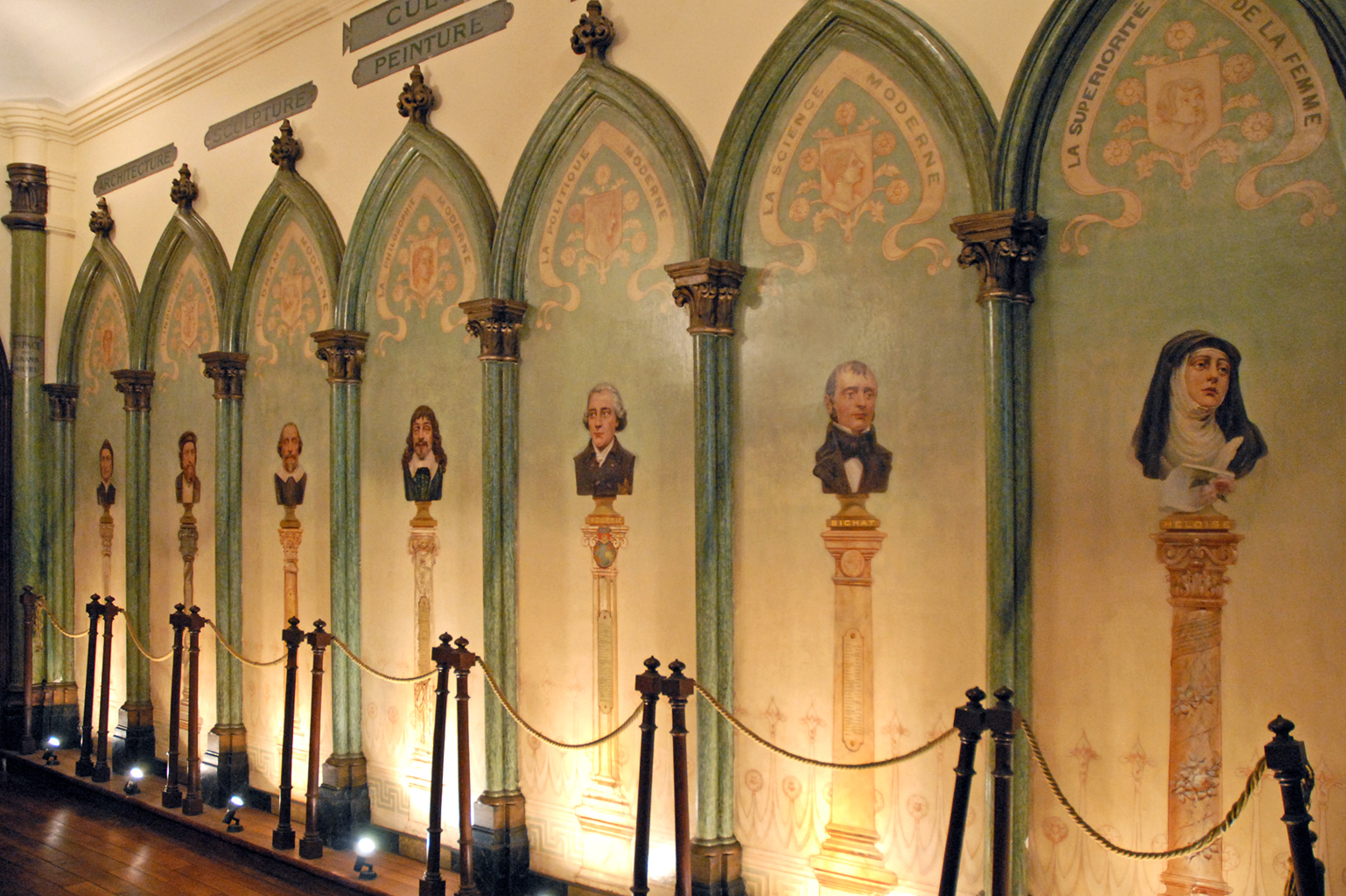
Positivistenkalender (Ausschnitt) in der Chapelle de l’Humanité in Paris. Von links: August (Dante), September (Gutenberg), Oktober (Shakespeare), November (Descartes), Dezember (Friedrich der Große), 13. Monat (Bichat), 14. – virtueller – Monat zur Ehrung der Frau (Heloisa)

In Schaltjahren beginnen die Monate Archimedes bis Bichat im Vergleich zum Gregorianischen Kalender um einen Tag früher, der Totengedenktag liegt am 30. Dezember und der Schalttag am 31. Dezember.
Neben die üblichen Wochentagsnamen treten beim Positivisten-Kalender noch spezielle Tagesnamen nach insgesamt 364 von Comte favorisierten Größen der Geschichte, eine Idee, die er von Maréchals Kalenderentwurf aus dem Jahr 1787 übernahm. Offenbar sollten damit die Tagesheiligen der katholischen Kirche ersetzt werden.

## Vor- und Nachteile
Ein wesentlicher Vorteil des Kalenders liegt darin, dass alle Monate gleich aufgebaut sind, sowohl was ihre Länge angeht, als auch die Zuordnung der Wochentage. Woche und Monat sind also in Phase. Der Kalender ist damit äußerst übersichtlich strukturiert. Darüber hinaus könnten monatliche Ereignisse – zum Beispiel die Auszahlung des Gehaltes – regelmäßig stattfinden. Jahresunabhängige Kalender sind möglich.
Die Gegner des Kalenderentwurfs bemängeln u. a. seine ideologische Grundlage, die in den Monatsnamen zum Ausdruck kommt, und die Unteilbarkeit der Monatsanzahl 13. Dadurch ist es nicht möglich, das Jahr in statistisch sinnvolle Abschnitte wie Halbjahre oder Quartale aufzuteilen. Auch eine Integration der traditionellen Jahreszeiten in den Kalender ist schwierig. Die Unterbrechung des Wochenzyklus ist für Judentum, Christentum und Islam nicht akzeptabel.
Schließlich bewirkt die Streichung von insgesamt 30 traditionellen kalendarischen Tages-Daten Akzeptanz-Probleme. So würden viele Jahrestage wie Nationalfeiertage wegfallen.

## Auswirkungen des Kalenders
Außer in positivistischen Kreisen wurde der Kalender in der Praxis nie verwendet. In den 1930er Jahren erlebte er als leicht modifizierter Internationaler Ewiger Kalender (IFC) vorübergehend größere Aufmerksamkeit.
Die Unterschiede zum IFC bestehen zum einen in der Wahl der Monatsnamen (der IFC verwendet – bis auf den Monat Sol – die klassischen Monatsnamen, während die Monate des Positivisten-Kalenders nach berühmten Persönlichkeiten von der Antike bis ins 19. Jahrhundert benannt sind), zum anderen in der Platzierung des Schalttags: im IFC folgt der Schalttag auf den Juni, im Positivisten-Kalender auf den Neujahrstag.